# ای ام ادیتور
ای ام ادیتور (به انگلیسی: EmEditor) یک نرم‌افزار تجاری ویرایش‌گر متن است.

این نرم‌افزار قادر است تا فایل‌های متنی مختلف را در کمترین زمان ممکن اجرا نموده و آن‌ها را ویرایش نماید.

## امکانات
- پشتیبانی از انواع یونیکدها
- قابلیت ویرایش فایل‌های متنی
- قابلیت استفاده از ویژگی ماکرو در نرم‌افزار برای ضبط رویدادهای مختلف
- توانایی کدنویسی به زبان اچ تی ام‌ال و خطایابی در آن
- قابلیت پذیرش پلاگین